# روبين داريو غيجنا
روبين داريو غيجنا (بالإسبانية: Rubén Darío Gigena)‏ هو لاعب كرة قدم أرجنتيني في مركز الهجوم، ولد في 2 أكتوبر 1980 في باهيا بلانكا في الأرجنتين. لعب مع أوداكس إيتاليانو وديبورتيس إيكيكي وذي سترونغيست وسانتياغو واندررز وسبورتيفو لوكوينو وسيرو بورتينيو وكروز آزول ونادي القادسية ونادي ليبرتاد ونيولز أولد بويز.

## وصلات خارجية
- روبين داريو غيجنا على موقع قاعدة بيانات كرة القدم.إي يو (الإنجليزية)
- روبين داريو غيجنا على موقع Soccerway.com (الإنجليزية)